# Megan Whalen Turner
Megan Whalen Turner, née le 21 novembre 1965 à Fort Sill dans l'Oklahoma, est une autrice américaine de fantasy qui s'adresse à un public de jeunes adultes. Elle est surtout connue pour son roman Le Voleur (1996) et la série de livres qu'il initie.

## Biographie

### Débuts
Elle étudie à l'université de Chicago et y obtient, avec mention, un BA (licence) de langue et littérature anglaises en 1987. Avant de devenir autrice, elle travaille comme acheteuse de livres pour enfants dans des librairies de Chicago et de Washington.

### Carrière littéraire
Le premier livre de la série, simplement intitulé The Thief (Le Voleur), paraît en octobre 1996. Et en 1997, il reçoit la médaille Newbery, prestigieux prix littéraire destiné aux meilleurs livres jeunesse américains.

## Œuvres

### UniversLe Voleur de la Reine

#### Série
1. Le Voleur, 1996  ((en) The Thief)
2. La Reine d'Attolie, 2000  ((en)  The Queen of Attolia)
3. Le Roi d’Attolie, 2006  ((en) The King of Attolia)
4. Un Complot de rois, 2010  ((en) A Conspiracy of Kings)
5. Comme des voleurs, 2017  ((en) Thick as Thieves)
6. Le Retour du Voleur, 2020  ((en) Return of the Thief)

#### Autres
- 2022 : Moira's Pen: A Queen's Thief Collection

### Recueils de nouvelles
- 1995 : Instead of Three Wishes: Magical Short Stories
- 2003 : Firebirds (contribution : « The Baby in the Night Deposit Box »)